# محمد علی منصر
محمد علی منصر (انگلیسی: Mohamed Ali Moncer؛ زادهٔ ۲۸ آوریل ۱۹۹۱) بازیکن فوتبال اهل تونس است.
از باشگاه‌هایی که در آن بازی کرده‌است می‌توان به باشگاه فوتبال صفاقسی اشاره کرد.
وی همچنین در تیم ملی فوتبال تونس بازی کرده‌است.